# Електрон
Електро́н (грец. Ηλεκτρόνιο) — стабільна, негативно заряджена елементарна частинка, що входить до складу всіх атомів. Має електричний заряд (−e = −1,6021892(46)×10−19 Кл) і масу (9,109554(906)×10−31 кг).
Зазвичай електрон позначається в формулах символом e-. Бета-частинки, які є високоенергетичними електронами, що утворюються при бета-розпаді атомних ядер, позначаються символом β-.
Електрон належить до родини лептонів, має електричний заряд −e, спін {\displaystyle \hbar /2}. Електрон є лептоном першого покоління, бере участь в електромагнітній, слабкій та гравітаційній взаємодіях. Фактор Ланде для електрона дорівнює 2, значення g-фактора −2,0023193043622(15).
Античастинкою для електрона є позитрон.

Електрон — хімічно активна складова атома, де вона пов'язана з електропозитивним ядром силами електростатичного притягання.
Електрон — стабільна частинка, його час життя принаймні перевищує 1026 років. Питання про стабільність електрона зв'язане із законом збереження електричного заряду.

## Назва
Слово «електрон» давньогрецького походження (грец. Ηλεκτρόνιο), в перекладі «ясний камінь», так називався бурштин. Стародавні елліни знали, що якщо потерти бурштин, то він починає притягувати пір'їнки. Надалі Вільям Гілберт у своїй праці, від 1600 року — «Про магніт», назвав електричною незриму силу, яка відштовхує і притягує. 

## Історія відкриття

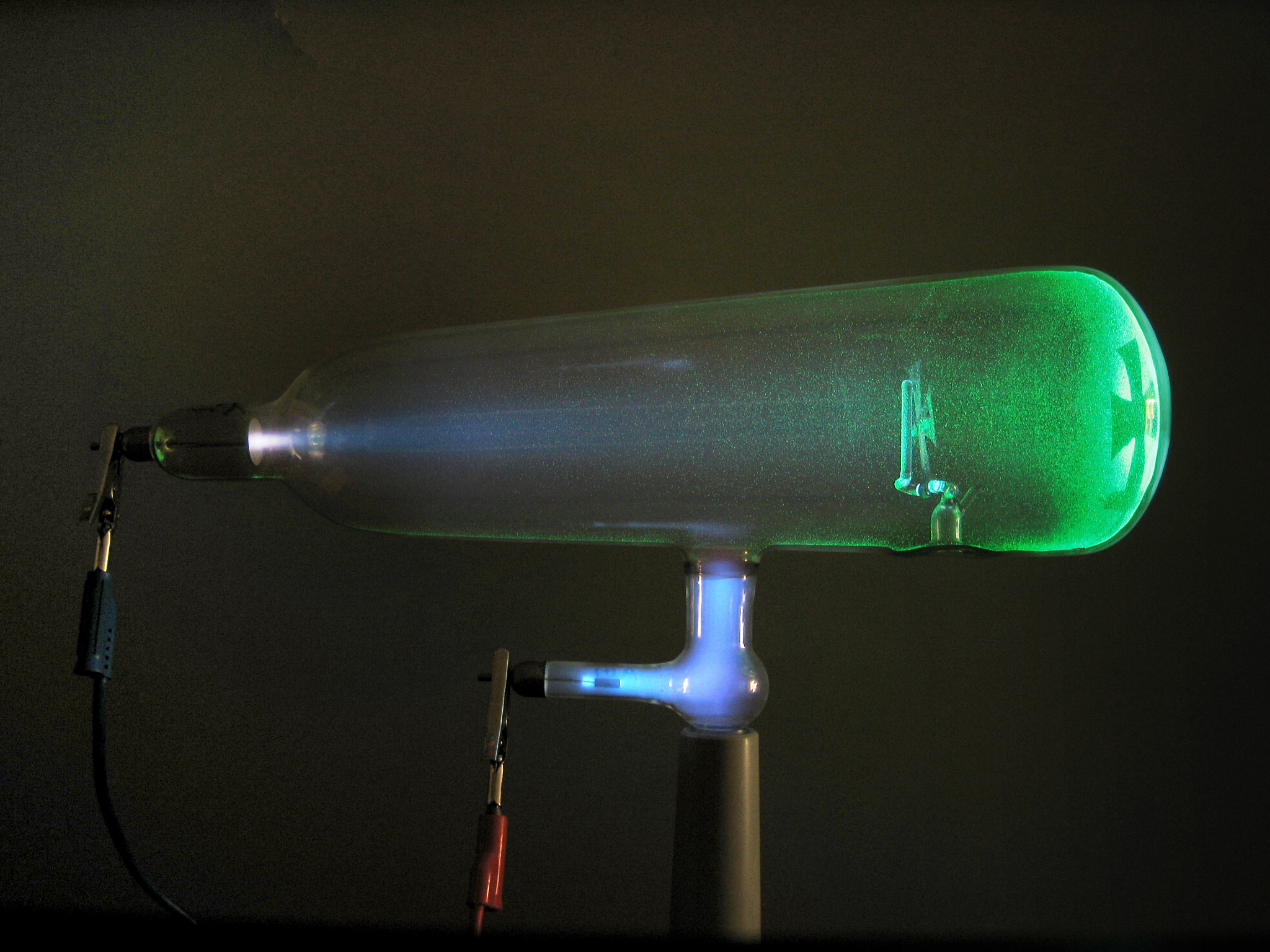
Експерименти з трубкою Крукса вперше продемонстрували природу електронів

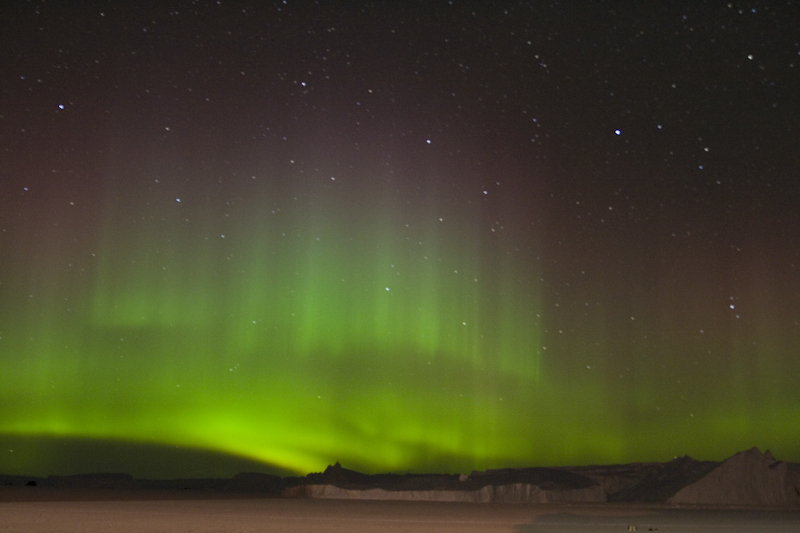
Полярне сяйво переважно викликане енергією електронів, що проникають до атмосфери

Німецький фізик Йоганн Гітторф вивчав електричні явища у розрідженому газі: у 1869 році він помітив свічення навколо катода, що стає яскравішим при зменшенні тиску. У 1870х Вільям Крукс повторив цей дослід з трубкою, яка містила високий вакуум, і показав, що агент, що викликає свічення, рухається від анода до катода, а з допомогою магнітних полів ним можна керувати. Це явище отримало назву «катодні промені». Аналіз того, як саме магнітне поле впливає на них, показав, що цей агент має негативний заряд. У 1879 році було запропоноване пояснення цього ефекту, що полягало в тому, що існує «четвертий стан матерії», частинки якого мають електричний заряд, випромінюються анодом, і світяться, вдаряючись об інші частинки, що виходять з катода. Пізніше було показано, що ці промені можуть проходити крізь стінки катода, а тому не є звичайною речовиною.
Термін електрон запровадив у 1894 році Джордж Джонстоун Стоуні. Він ще в 1874 році вперше сформулював ідею про те, що катодні промені складаються із заряджених частинок.
Експериментально відкрив електрон у 1897 році Джозеф Джон Томсон у дослідах із електровакуумними лампами. Також він визначив відношення заряду частинки до її маси. Визначена Томсоном маса була в тисячі разів меншою, ніж маса атома водню, що свідчило про те, що електрон — субатомна частинка.
У 1896 році новозеландський вчений Ернест Резерфорд, вивчаючи флуоресцентні матеріали, показав, що деякі з них (радіоактивні) без будь-якого стороннього впливу випромінюють частинки двох типів, які Резерфорд назвав альфа- і бета-частинками. У 1900 році Анрі Беккерель показав, що бета-частинки є негативно зарядженими, а їхнє відношення маси до заряду було таким самим як у катодних променів.
У 1909 році Роберт Міллікен у дослідах із падінням олійних крапель продемонстрував, що електричний заряд може мати лише дискретні значення, кратні певному елементарному заряду, і виміряв значення цього заряду.
У 1927 році Клінтон Джозеф Девіссон і Лестер Джермер, а також незалежно від них Джордж Паджет Томсон, продемонстрували явище дифракції електронів, довівши, що електрон має як корпускулярні, так і хвильові властивості.

## Рівняння руху
У квантовій електродинаміці електрон описується рівнянням Дірака. У випадках, коли релятивістськими ефектами можна знехтувати, використовується рівняння Шредінгера.
Електрон — частинка, для якої найяскравіше проявляються хвильові властивості. Дебройлівська довжина хвилі електрона має порядок розміру атома. Саме це дозволяє електронам зв'язуватися з ядром атома, а також брати участь в утворенні хімічних зв'язків між атомами у молекулі чи твердому тілі.

## Теорія твердого тіла
У квантовій теорії твердого тіла електрон провідності це певна квазічастинка із характерними для даного кристалу властивостями, зокрема законом дисперсії, ефективною масою тощо.
Поряд із делокалізованими електронами, які мають певний квазіімпульс і рухаються вздовж усього кристалу, існують електрони, локалізовані на домішках чи дефектах кристалічної ґратки.
Електронами зони провідності та дірками у валентній зоні визначається провідність матеріалів.